# 国重就恒
国重 就恒（くにしげ なりつね）は、江戸時代の武士。毛利氏の家臣で長州藩士。父は国重元恒。

## 生涯
慶長14年（1609年）、毛利氏家臣・国重元恒の子として生まれ、元和6年（1620年）に毛利秀就の加冠により元服。「就」の偏諱を与えられて「就之」と名乗ったが、後に「就恒」に名を改めた。また、寛永9年（1632年）6月1日には「又右衛門尉」の官途名を与えられている。
寛永16年（1639年）に父が死去したため後を継いで毛利秀就、綱広の二代に仕え、寛文13年（1673年）8月27日に死去。享年65。子の就信が後を継いだ。
就恒は、曽祖父・信正、祖父・就正、父・元恒の三代の事績を書付として書き残しており、孫の恒信の代に『閥閲録』に収められた。